# Гагулія Генадій Леонідович
Геннадій Леонідович Гагула (абх. Геннадія Леонід-іҧа Гагәліа; 4 січня 1948, Лихни, Гудаутський район, Абхазька АРСР, Грузинська РСР, СРСР — 8 вересня 2018, Гудаутський район, Республіка Абхазія) — абхазький політичний діяч, прем'єр-міністр Абхазії (1995—1997, 2002—2003, 2018).

## Біографія
У 1972 році закінчив будівельний факультет Білоруського політехнічного інституту. У 1973—1977 роках — будмайстер, виконроб, головний інженер, начальник будівельної дільниці, в 1977—1986 роках — заступник директора Комбінату громадського харчування озера Ріца, в 1986—1991 роках — голова Гудаутської районної споживчої кооперації. З 1991 голова Державного комітету із зовнішньоекономічних зв'язків СМ Абхазької АРСР, в 1992—1995 — заступник голови Ради міністрів Абхазії, в 1995—1997 роках — прем'єр-міністр Абхазії. З 1997 року працював помічником депутата Державної Думи, в 2002 році очолював Торгово-промислову палату Абхазії, в 2002—2003 роках знову обіймав посаду прем'єр-міністра. У 2003—2004 роках був керівником Адміністрації президента Абхазії. З 2005 року очолював Торгово-промислову палату Абхазії.
25 квітня 2018 року Гагула знову зайняв посаду прем'єр-міністра Абхазії.
8 вересня 2018 загинув в результаті ДТП.